# Imagismo
No confundir con imaginismo, corriente literaria latinoamericana y rusa
El imagismo (del inglés imagism) fue una corriente estética literaria de la poesía angloamericana de comienzos del siglo XX que favorecía la precisión de la imagen (image en inglés), y un lenguaje claro y preciso.
Los imagistas rechazaron el sentimiento y el artificio típico de las líricas romántica y postromántica victoriana, en contra de sus contemporáneos los poetas georgianos, que trabajaban dentro de la tradición. El grupo publicó sus trabajos bajo el nombre de Imagistas en revistas y cuatro antologías aparecidas entre los años 1914 y 1917, en que destacan las más significantes figuras del Modernismo inglés e importantes figuras en otros géneros literarios fuera de la lírica.
Con centro en Londres, los imagistas esparcieron su influjo por todo el Reino Unido, Irlanda y los Estados Unidos e, inusualmente para esa época, contaron en sus filas con importantes figuras femeninas, por ejemplo Amy Lowell. Históricamente el imagismo es importante por haber desempeñado una labor pionera en configurar y organizar el Modernismo en la literatura en lengua inglesa como movimiento o grupo. En palabras de T. S. Eliot; "Por lo general el punto de partida de la poesía moderna es el grupo denominado imagists (sic, imagistas) formado en Londres alrededor de  1910."
En la época en que el imagismo surgió, Longfellow y Alfred Tennyson eran considerados modelos para la poesía y el público valoraba el tono moralista que a veces embargaba sus textos. Por el contrario, el imagismo abogaba por volver a los valores considerados más bien clásicos, como la franqueza en la presentación, la economía del lenguaje, así como la renovación formal que supone el interés por experimentar con las formas no tradicionales del verso. Pone su interés en la autonomía del objeto artístico; intenta concentrar y revelar su esencia aislada en una sola imagen, revelando el influjo de estéticas contemporáneas, sobre todo el cubismo. El imagismo aísla los objetos usando lo que Ezra Pound llamó "detalles luminosos" ("luminous details"), la técnica de Pound llamada Método ideográmico (Ideogrammic Method) de yuxtaponer casos concretos para expresar una abstracción, algo parecido al método del cubismo de sintetizar una única imagen desde múltiples perspectivas.

## Pre-imagismo
Los poetas que a finales del siglo XIX e inicios del siglo XX eran más conocidos, como Alfred Austin, Stephen Philips y William Watson, producían débiles imitaciones de la poesía victoriana, hasta bien entrado el período Eduardiano (1901-1914), llamado así por el rey Eduardo VII. Austin recibió el título de poeta laureado en 1856  hasta 1913. Este poeta siguió recibiendo la atención del público, que por aquel momento también leía a Thomas Hardy (The Dynasts), a Christina Rossetti (Poetical Works, póstumo), a Ernest Dowson (Poems), y a George Meredith (Last poems), entre otros. El que sería Premio Nobel, William Butler Yeats, dirigía entonces su energía al Abbey Theatre, el teatro nacional irlandés, escribiendo para el teatro y con una pequeña producción de poesía lírica. En 1907, Rudyard Kipling recibió el Premio Nobel de Literatura.
Los orígenes del Imagismo pueden encontrarse en dos poemas, Autumn y A City Sunset, de T. E. Hulme. Estos fueron publicados en enero de 1909 por el Club de los Poetas de Londres, en forma de panfleto titulado Para la Navidad de MDCCCCVII. Hulme era un estudiante de matemáticas y filosofía que había estado involucrado en la creación del club en 1908 y que era su primer secretario. Hacia finales de 1908, Hulme presentó su ensayo Conferencia sobre la poesía moderna en una de las reuniones del club. El pensador y crítico literario de la revista de Alfred Richard Orage The New Age, F. S. Flint, defensor del verso libre y de la poesía moderna francesa, criticaba continuamente al Club de los Poetas y sus publicaciones. De las discusiones entre ellos surgió la amistad entre Flint y Hulme. En 1909, Hulme abandonó el Club de los Poets y empezó a verse con Flint y otros poetas en un nuevo grupo al que Hulme llamó “Club Secesionista”. Se solían reunir en el restaurante La Torre Eiffel del Soho londinense, donde discutían sobre cómo reformar la poesía de su momento a través del verso libre y del tanka y haiku japonés, y a través de la desaparición de la palabrería innecesaria de los poemas. El interés en las formas poéticas japonesas puede encuadrarse dentro del interés por Oriente que se levantó en la época victoriana tardía y de la época eduardiana. Por ejemplo, en 1890 estaban de moda las pinturas japonesas que William Anderson donó al Museo Británico, se representaba teatro Noh en Londres,  y la opereta El Mikado de Gilbert y Sullivan era un éxito. Los modelos literarios japoneses estaban disponibles directamente a través de un notable número de fuentes, como el Hyakunin Isshu ("Cien poetas, cien poemas") traducido al inglés por primera vez en 1886 por Frederick Victor Dickins; pero también a través de los poemas y ensayos de principios del siglo XX de Sadakichi Hartmann, y las traducciones al francés.
En abril de 1909, el poeta americano Ezra Pound fue introducido en el grupo, y allí se encontró con ideas muy similares a las suyas. Concretamente, los estudios que Pound había realizado sobre la literatura Romántica le habían llevado a admirad la concisión, densidad y expresión directa de las obras de Arnaut Daniel, Dante Alighieri y Guido Cavalcanti, entre otros. Por ejemplo, en los ensayos que escribió entre 1911 y 1912, titulados Yo recojo los muslos de Osiris (I gather the limbs of Osiris), Pound dice, acerca del verso de Daniel “pensar de lieis m'es repaus” (“me relaja pensar en ella”) (de la canzone En breu brizara'l temps braus), que: “You cannot get statement simpler than that, or clearer, or less rethorical” ("No puedes encontrar enunciado más simple que este, o más claro, o menos retórico"). Estos criterios de franqueza, claridad y ausencia de retórica estarán entre las características propias de la poesía Imagista. A través de su amistad con Laurence Ninyon, Pound ya se había interesado por el arte japonés, y pronto empezó a estudiar con dedicación las formas poéticas japonesas.
En 1928, en una carta al crítico y traductor francés René Taupin, Pound enfatizaba otros predecesores del Imagismo, señalando que Hulme estaba, en cierto modo, en deuda con la tradición simbolista, mediante la influencia de William Butler Yeats, Arthur Symons y la generación de poetas ingleses del Rhymer's Club (Club de Rimadores), hasta Mallarmé.